# Brefwäxling emellan twänne fruntimmer
Brefwäxling emellan twänne fruntimmer, den ena i Stockholm och den andra på landet i åskillige blandade ämnen, eller bara Brefwäxling emellan twänne fruntimmer, var en svensk tidskrift som utgavs i Stockholm under tre olika namn från 1772 till 1773. Det var en så kallad fruntimmerstidskrift, något som under denna tid var på modet, och tillhör de mest bemärkta exemplen på en sådan i Sverige.
Mellan 1770 och 1793 utgavs många så kallade "fruntimmerstidskrifter" i Stockholm, som diskuterade kvinnans ställning, som till exempel Frustugo Bibliothek (1770) Fruentimmers-Tidningar (1772), Fruntimmers Nöjen (1772), Fruntimers Port-Feuillen (1781) och Blad för Fruntimmer (1793), som riktade sig till kvinnliga läsare och utgav sig för att vara skrivna av kvinnor, men som i själva verket samtliga troligen var utgivna av män. Kvinnor förekom under denna tid som journalister i svensk press, men eftersom samtliga skrev under anonyma signaturer kan de sällan identifieras.
"Brefwäxling" är den enda tidskriften vars utgivare är säkert bekräftad som kvinna. Den utgavs av Catharina Ahlgren, som skrev under signaturen Adelaide, i 24 nummer mellan 29 oktober 1772 och februari 1773. Sistnämnda datum bytte tidskriften namn, och utgavs sedan i 23 nummer under det nya namnet: Brefväxling emellan Adelaide och någre wittre snillen i omwäxlande ämnen. Under 1773 bytte tidskriften namn för tredje gången och hette då Fortsättning af Adelaides brefwäxling, angående Fru Windhams historie, och utkom under den namnet i 20 nummer. Att tidskrifter varade endast under kort tid var under denna tid det normala.    
Liksom övriga "fruntimmerstidskrifter" från denna tid behandlade "Brefwäxling" kvinnans ställning i samhället och behov av dess reformering. Ämnet behandlades i form av en debatt mellan två signaturer, som diskuterade aktuella ämnen för kvinnor. Någon kvinnotidning i modern mening var det inte, eftersom tidskriften riktade sig till både män och kvinnor. Det var en fyrsidig tidning i kvarto eller oktavformat.
Catharina Ahlgren utgav därefter troligen De Nymodiga Fruntimren samma år, en tidskrift i samma stil.
Tidskriften Det Enfaldiga Fruntimret, utgiven av en annan kvinna under signaturen Clarissa, utgavs 1773 som svar på "Brefwäxling".